# Paul Moennich

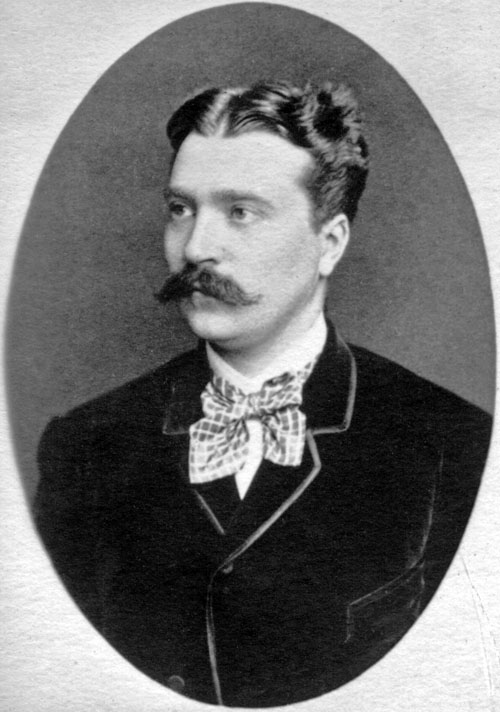
Paul Moennich, 1900

Paul Moennich (* 10. September 1855 in Drüsewitz; † 27. September 1943 in Rostock) war ein deutscher Physiker, Maler und Fotograf.

## Leben
Paul Moennich war ein Sohn des Gutsbesitzers Lucas Wilhelm Friedrich Moennich (1803–1886). Er machte sein Abitur an der Großen Stadtschule in Rostock und studierte ab 1877 in Tübingen, Berlin (bei Hermann von Helmholtz) und Rostock, wo er 1883 zum Dr. phil. promoviert wurde. 1886 habilitierte er sich zum Privatdozenten der Physik. Moennich konstruierte verschiedene elektrische Instrumente wie Fernmessinduktor, Wärmeregler oder Differentialinduktor. 1893 wurde er dafür mit der Mecklenburgischen Medaille für Kunst und Wissenschaft ausgezeichnet. Anfang 1894 wurde Moennich zum außerordentlichen Professor ernannt, schied aber bereits im Mai 1895 auf eigenen Wunsch aus dem akademischen Betrieb aus, um sich ganz der Mal- und Zeichenkunst als freiem Beruf zu widmen. Als Maler war er ein Schüler der Historisten Gustav Graef und Friedrich Fehr und im weiteren Autodidakt.
Er hatte sich schon 1887 eine Villa in der Gehlsdorfer Fährstraße 13 gekauft und dort ein Kunst- und Foto-Atelier eingerichtet. Hier entstanden eine große Anzahl von Bildnissen offizieller Persönlichkeiten, Angehöriger mecklenburgischer Fürstenhäuser, Gelehrte und Professoren, hauptsächlich der Rostocker Universität, ferner Ölzeichnungen von Personen der Regierung und Verwaltung, Landwirte, Kaufleute, aber auch Gemälde und Zeichnungen von Gestalten aus dem einfachen Volk wie Arbeiter, Fischer und Landfrauen.
Paul Moennich war verheiratet mit Frieda Meta Sophie Susanna von Schrader (1865–1956). Der Sohn des Paares Paul-Detlof Moennich (1889–1967) wurde Facharzt für Chirurgie in Rostock.
Der Moennichpark in Rostock, der ursprünglich zum Grundstück der Villa Fährstraße 13 gehörte, ist nach Paul Moennich benannt.

## Schriften
- Untersuchungen über die scheinbare Ortsänderung eines leuchtenden Punktes, herbeigeführt durch ein von zwei parallelen Ebenen begrenztes, lichtbrechendes Medium. Rostock 1875.
- Ueber eine neue Fallmaschine. München 1885.
- Die Ölzeichnung ein Ersatz für Kohle- und Kreidezeichnungen. Rostock 1911.